# Бет Герр
Бет Герр (англ. Beth Herr; нар. 28 травня 1964) — колишня професійна американська тенсистка.
Здобула чотири юніорські титули Великого шолома. Перемагала таких тенісисток як Пем Шрайвер, Гана Мандлікова, Мартіна Навратілова, Вірджинія Вейд, Мері Джо Фернандес.

## Фінали турнірів WTA
| Grand Slam        | 0–0 | 0–0 |
| WTA Championships | 0–0 | 0–0 |
| Tier I            | 0–0 | 0–0 |
| Tier II           | 0–0 | 0–0 |
| Tier III          | 0–0 | 2–0 |
| Tier IV & V       | 1–0 | 0–3 |

### Одиночний розряд (1 поразки)
| Результат | Ранг | Дата            | Турнір                            | Покриття | Опонент        | Рахунок       |
| --------- | ---- | --------------- | --------------------------------- | -------- | -------------- | ------------- |
| Перемога  | 1.   | 24 березня 1986 | Virginia Slims of Arizona, Фінікс | Ґрунт    | Енн Генрікссон | 6–0, 3–6, 7–5 |